# Hrabstwo Whatcom
Hrabstwo Whatcom (ang. Whatcom County) – hrabstwo w stanie Waszyngton w Stanach Zjednoczonych. Hrabstwo zajmuje powierzchnię 2119,53 mil² (5489,56 km²). Według szacunków United States Census Bureau w roku 2009 miało 200 434 mieszkańców. Siedzibą hrabstwa jest Bellingham.
Hrabstwo powstało w 1854.

## Miasta
- Bellingham
- Blaine
- Everson
- Ferndale
- Lynden
- Nooksack
- Sumas

## CDP
- Acme
- Birch Bay
- Custer
- Deming
- Geneva
- Glacier
- Kendall
- Maple Falls
- Marietta-Alderwood
- Peaceful Valley
- Point Roberts
- Sudden Valley